# Independência, Rio Grande do Sul
Independência là một đô thị thuộc bang Ceará, Brasil. Đô thị này có diện tích 3218,641 km², dân số năm 2007 là 25319 người, mật độ 7,87 người/km².